# Hiroshi Sekita
Hiroshi Sekita (japanisch 関田 寛士 Sekita Hiroshi; * 2. Oktober 1989 in Sagamihara) ist ein ehemaliger japanischer Fußballspieler.

## Karriere
Sekita erlernte das Fußballspielen in der Schulmannschaft der Ryutsu Keizai University Kashiwa High School und der Universitätsmannschaft der Toin University of Yokohama. Seinen ersten Vertrag unterschrieb er 2012 bei FC Gifu. Der Verein spielte in der zweithöchsten Liga des Landes, der J2 League. Für den Verein absolvierte er 60 Ligaspiele. 2016 wechselte er zum Drittligisten AC Nagano Parceiro. Ende 2016 beendete er seine Karriere als Fußballspieler.